# Melanopleurus pyrrhopterus
Melanopleurus pyrrhopterus är en insektsart som först beskrevs av Carl Stål 1874.  Melanopleurus pyrrhopterus ingår i släktet Melanopleurus och familjen fröskinnbaggar.

## Underarter
Arten delas in i följande underarter:
- M. p. pyrrhopterus
- M. p. melanopleurus